# Pizarro (Cáceres)
Pizarro es una entidad local menor del municipio español de Campo Lugar, perteneciente a la provincia de Cáceres (comunidad autónoma de Extremadura).

## Situación
Se encuentra en la amplia vega del Guadiana, cerca del límite provincial con Badajoz, entre los municipios de Campo Lugar y Puebla de Alcollarín, junto a las carretera EX-354.

## Historia
Fue fundada en 1964 como poblado de colonización, dentro del Plan Badajoz.
Su nombre fue elegido en honor a Francisco Pizarro González, Caballero de la Orden de Santiago y Marqués de la Conquista por concesión de Carlos I, Conquistador del Imperio Inca.

## Economía
Sus habitantes se dedican en su mayoría a las faenas agrícolas. Es zona de regadío dedicada fundamentalmente al cultivo del tomate, arroz, maíz y frutales. Cuenta con una cooperativa en la cual se recogen dichos productos.

## Patrimonio
- Iglesia parroquial católica de San Rafael, en la Archidiócesis de Mérida-Badajoz, Diócesis de Plasencia, Arciprestazgo de Miajadas.[1]